# 236 (číslo)
Dvě stě třicet šest je přirozené číslo, které následuje po čísle dvě stě třicet pět a předchází číslu dvě stě třicet sedm. Římskými číslicemi se zapisuje CCXXXVI a řeckými číslicemi σλϛ.

## Matematika
236 je:
- Deficientní číslo
- Šťastné číslo
- Nepříznivé číslo

## Chemie
- 236 je nukleonové číslo třetího nejstabilnějšího izotopu uranu a současně druhého nejstabilnějšího izotopu neptunia[1]

## Astronomie
- (236) Honoria je planetka hlavního pásu, kterou objevil v roce 1884 Johann Palisa

## Doprava
- Silnice II/236 je česká silnice II. třídy vedoucí na trase Slaný – Smečno – Lány – Křivoklát – Zdice[2][3][4]

## Ostatní
- +236 je mezinárodní telefonní předvolba Středoafrické republiky

## Roky
- 236
- 236 př. n. l.